# Waldorf-Astoria Hotel

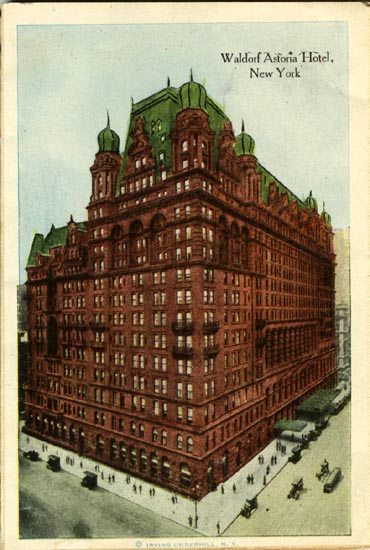
Het oorspronkelijke hotel rond 1915

Het Waldorf-Astoria Hotel was en is de naam van twee hotels in New York.
Het eerste hotel, gebouwd door John Jacob Astor IV, stond oorspronkelijk aan 5th Avenue op de plaats van het Empire State Building. Het huidige Waldorf-Astoria Hotel staat sinds 1931 aan Park Avenue 301 in Manhattan. Het hotel telt 1413 kamers. Het is een Hiltonhotel.
Op 1 mei 2014 is een vestiging van het Waldorf-Astoria aan de Amsterdamse Herengracht geopend, gesitueerd in zes aaneensluitende historische panden.
Het Waldorf-Astoria Hotel is een wereldwijd bekend hotel. Het is onder andere bekend doordat IBM er de eerste pc toonde. De manager van het hotel zorgde er voor dat er ook eten en drinken naar de kamers werd gebracht: dit is de geboorte van de roomservice.
Op culinair gebied is het hotel met name bekend van de Waldorfsalade, bestaande onder andere uit julienne van appels en knolselderij. Ook de Thousand-Island-dressing (jaren 80) werd hier populair, net als de red velvet cake (2010).

## Eigenaar
In 2014 kocht de Chinese verzekeraar Anbang Insurance Group het hotel van Blackstone voor US$ 1,95 miljard. Het was de grootste onroerend goed transactie van een Chinese partij in de Amerikaanse markt. Verder betaalde Anbang gemiddeld US$ 1,4 miljoen per hotelkamer, ook een record.

## Trivia
Het personage Waldorf uit The Muppet Show is gebaseerd op de naam van het hotel. In een aflevering uit het vierde seizoen duikt er nog een personage Astoria op dat ietwat weg heeft van Waldorf. Waldorfs voornaam is Conrad wat verwijst naar Conrad Hilton. Zijn metgezel Statler is dan weer genoemd naar het Statler Hotel.